# Heimdal
Heimdal je samosprávné město v norské oblasti Trondheim. Je pojmenováno po severském bohu Heimdallovi. Oblast je nepřetržitě osídlena již od doby železné, a je proto bohatá na archeologické nálezy.